# Cleome pakistanica
Cleome pakistanica är en paradisblomsterväxtart som först beskrevs av Saiyad Masudal Saiyid Masudul Hasan Jafri, och fick sitt nu gällande namn av Khatoon och A.Perveen. Cleome pakistanica ingår i släktet paradisblomstersläktet, och familjen paradisblomsterväxter. Inga underarter finns listade i Catalogue of Life.